# 矢橋工業
矢橋工業株式会社（やばしこうぎょう）は、岐阜県大垣市に本社を置く石灰を製造する会社である。

## 概要
矢橋工業は、1926年設立、矢橋グループ各社で最も長い歴史を持つ。主業務は、石灰製品の製造販売。
生産本部では、各種石灰製品の製造を行っている。大垣市内に乙女坂工場と大久保工場があり、日本製鉄（株）名古屋製鉄所構内に名古屋工場がある。原料の石灰石は、乙女坂工場より専用貨車にて名古屋工場に運んでいる。石灰石を原料とする製品は、鉄鋼、化学、建築、農業、医薬、食品、先端技術、環境分野などの分野で使用されている

## 沿革
- 1926年 - 矢橋商事合資会社を設立
- 1943年 - 矢橋工業株式会社に改称
- 1957年 - 23名による金生山石灰石鉱業組合が結成
- 1961年 - 金生山石灰石鉱業組合として共同鉱業権にて採掘開始
- 1964年 - 乙女坂工場にロータリーキルン 1 号機建設
- 1967年 - 乙女坂工場にロータリーキルン2号機建設
- 1969年 - 新日鐵住金（株）（旧富士製鉄（株））名古屋製鐵所内に名古屋工場を開設／ロータリーキルン建設
- 1976年 - 乙女坂工場に消石灰製造設備建設
- 1979年 - 開発研究所開設
- 1981年 - 大久保地区に配合工場、 乙女坂工場にメルツ炉建設
- 1983年 - 乙女坂工場に軽質炭酸カルシウム工場建設
- 1985年 - 配合工場にブリケット製造設備建設
- 1991年 - 竪型コークス焚石灰焼成炉建設
- 1998年 - 乙女坂工場に高反応消石灰製造設備 大久保工場に土質改良材製造設備建設
- 1999年 - 名古屋工場に70t/dコマ式石灰焼成炉 2基建設
- 2001年 - 乙女坂工場で ISO9001 ：2000 の認証取得
- 2006年 - 名古屋工場に 100t/d コマ式石灰焼成炉2基増設
- 2008年 - 矢橋ホールディングスの100% 子会社となる
- 2014年 - 矢橋龍宜社長就任、矢橋慎哉会長就任
- 2017年 - 垂井工場を取得し、ワコー化成（株）の樹脂フィルム事業を一部承継
- 2019年 - 矢橋マインパルク株式会社を統合[2]
- 2024年 - 室蘭事業部を開設
- 2025年 - 日本製鉄北日本製鉄所室蘭地区構内で建設中の生石灰工場が稼働開始予定[3]

## 主な事業
生石灰・石灰系精錬剤・石灰系固化材・消石灰・高反応消石灰・重質炭酸カルシウム・軽質炭酸カルシウム・石灰スラリー・石灰石・砕石・乾燥剤・酸性ガス吸収剤・その他造粒品の製造販売、合成樹脂フィルムの製造、加工品の販売

## 事業部
- 本社 管理部[2]

〒503-2213 岐阜県大垣市赤坂町226
- 生産本部 赤坂事業部 (乙女坂工場) [2]

〒503-2211 岐阜県大垣市南市橋町1753
- 大久保工場[2]

〒503-2213 岐阜県大垣市赤坂町4387
- 生産本部 名古屋事業部[2]

〒476-0015 愛知県東海市東海町5-3 日本製鉄株式会社 名古屋製鉄所構内
- 生産本部 マインパルク事業部[2]

〒503-2213 岐阜県大垣市赤坂町4218-1
- 生産本部 垂井工場[2]

〒503-2122 岐阜県不破郡垂井町表佐726-1
- 生産本部 室蘭事業部[2]

〒050-0084 北海道室蘭市みゆき町2-13-1 輪西多目的センター2階
- 営業部[2]

〒503-2211 岐阜県大垣市南市橋町1753
- 技術開発部・品質管理部[2]

〒503-2213 岐阜県大垣市赤坂町4278
- 東京連絡所[2]

〒104-0061 東京都中央区銀座4-3-2 清水ビル2F

## 経営成績
2020.03	
- 純利益：594（百万円）
- 総資産：8,487（百万円）
- 負債：3,164（百万円）
- 純資産：5,323（百万円）
- 資本金：151（百万円）
- 利益剰余金：5,172（百万円）

2019.03
- 純利益：238（百万円）
- 総資産：7,879（百万円）
- 負債：3,009（百万円）
- 純資産：4,880（百万円）
- 資本金：151（百万円）
- 利益剰余金：4,728（百万円）

2014.03
- 純利益：261（百万円）
- 総資産：9,711（百万円）
- 負債：5,598（百万円）
- 純資産：4,113（百万円）
- 資本金：151（百万円）
- 利益剰余金：3,962（百万円）

2010.03
- 純利益：334（百万円）
- 総資産：10,712（百万円）
- 負債：6,880（百万円）
- 純資産：3,832（百万円）
- 資本金：150（百万円）
- 利益剰余金：3,632（百万円）